# 大和屋時計店
株式会社大和屋時計店（やまとやとけいてん、英: YAMATOYA LTD.）は、静岡県御殿場市に本社を置く小売企業。時計、宝飾品、眼鏡、コンタクトレンズ等を扱う。創業は江戸時代。

## 歴史
1600年代初頭に、現在の本部所在地にて、日用雑貨・小間物店として創業。明治時代になり、アメリカ等から輸入された時計（掛時計など）の販売・修理を行うようになった。1957年に法人化し、「株式会社大和屋時計店」が設立。その頃、宝飾品および眼鏡の取扱を開始した。長らく御殿場市内のみで店舗を開いていたが、1994年に裾野店が開店し、御殿場市外への店舗展開が始まった。現在、御殿場・裾野以外にも沼津・富士・浜松に店舗がある。

## 店舗
- 御殿場本店（御殿場市東田中、時計・宝飾を取扱）
- 東田中店（御殿場市東田中、眼鏡・コンタクトレンズ・補聴器を取扱）
- 裾野店（裾野市佐野、時計・宝飾・メガネ・補聴器を取扱）
- 沼津店（沼津市寿町、宝飾を取扱）
- 富士店（富士市青葉町、時計・宝飾を取扱）
- 浜松店（浜松市中区鍛冶町、宝飾を取扱）